# باولا جونسون
باولا جونسون (بالإنجليزية: Paula Johnson) هي طبيبة قلب أمريكية، ولدت في 1959.